# Calle de Juan Pantoja
La calle de Juan Pantoja es una vía pública de la ciudad española de Madrid, situada en el barrio de Bellas Vistas, distrito de Tetuán.

## Descripción
La vía nace de la calle de Bravo Murillo, donde conecta con la de Palencia, y llega hasta la de Tenerife. Honra con el título al pintor vallisoletano Juan Pantoja de la Cruz (1553-1608), especializado en el retrato cortesano. Aparece descrita en Las calles de Madrid (1889) de Hilario Peñasco de la Puente y Carlos Cambronero con las siguientes palabras:

Juan de Pantoja. Comienza en la calle de Bravo Murillo y sale al campo. Juan Pantoja de la Cruz, famoso pintor, natural de Madrid y ayuda de cámara del rey Felipe II, fué muy afamado en retratos. Francisco Vélez de Arciniega, en la Historia de los animales más recibidos en la medicina, dice que «habiendo cazado Cristobal Custodio, en las dehesas que se llamaban Valcarnicero, cerca de El Pardo, una hermosa águila barbada, ésta se trajo á la corte, y el Rey mandó á Juan de la Cruz que la retratase; y la dibujó con tanta maestría, dióla tan lindo aire, tan propio colorido, é hízola tan semejante al natural, que, engañada la propia águila, salió contra ella para herirla y pelear, con tanto ímpetu, que la rompió, de manera que fué necesario hacer otro retrato.» Vivió hasta la edad de cincuenta y nueve años, y murió, según aseguran Palomino y Arciniega, por el de 1610.
(Peñasco de la Puente y Cambronero, 1889, p. 281)